# Bagaudák
A bagaudák a parasztok (colonusok) és szökött rabszolgák osztálymegmozdulásának résztvevői a Római Birodalom nyugati tartományaiban (főleg Galliában és Hispaniában).
A 3. századtól kezdve egyre kiterjedtebb felkeléseket szerveztek a római államhatalom és a társadalmi rend ellen. Időnként egész vidékeket tartottak megszállva és külön uralkodókat választottak. Ismételten kirobbanó felkelés-sorozatuk, a birodalomban máshol jelentkező colonus mozgalmakkal együtt nagyban hozzájárult a nyugat-római birodalom 5. századi válságához és összeomlásához. 

## Etimológia
A szó töve (bag) kelta eredetű; a kifejezés jelentése a kutatók alapján: harcos, lázadó, felkelő.

## Történelem
Gallia történetében, 280 előtt bagauda felkelést nem igazán mutathatunk ki. Az első ismert lázadást 285-ben fojtotta el Maximianus, aki akkor Galliában tartózkodott. A 3. századi választott uralkodóik (Amandus és Aelianus) alatt valószínűleg központi irányítás nem érvényesült. Róluk – nevükön kívül, – mást nem tudunk.
A 4. század folyamán a mozgalom átmeneti visszaesése következett be. A Birodalom területén e század végéig sikerült a népi megmozdulások kirobbanását, tömegméretű felkeléssé válását megakadályozni. 
Az 5. század első felében – a barbár népek sikereivel párhuzamosan – a felkelés fénykorát élte, és a bagaudák Galliában és Hispániában jelentős területeket szereztek meg uralmuk alá. A 452-es Chronica Gallica alapján széttagoltan, kisebb csoportokban harcoltak a római állam seregei ellen. Észak-Galliában 448-ból hallunk
utoljára a bagaudákról. Hispániának a birodalomból való kiválása a szvévek és a nyugati gótok mellett nekik tulajdonítható. 

## További információ
- A bagauda mozgalom